# The Walking Dead (mùa 1)
The Walking Dead (mùa 1) (tạm dịch: Xác sống mùa 1) là phần đầu tiên của series phim về đại dịch xác sống The Walking Dead, được lên sóng lần đầu tiên vào ngày 31 tháng 10 năm 2010 trên kênh truyền hình cáp AMC. Tập cuối cùng của mùa 1 được phát sóng vào ngày 5 tháng 12 năm 2010. Bộ phim được dựa trên tác phẩm truyện tranh cùng tên của Robert Kirkman, Tony Moore và Charlie Adlard, được phát triển bởi Frank Darabont - người đã viết kịch bản và đồng biên kịch cho bốn trên sáu tập phim, đồng thời là đạo diễn cho tập phim mở đầu - "Days Gone Bye".

## Tóm lược nội dung

### Tập 1:Days Gone Bye
Tỉnh dậy tại bệnh viện sau cơn hôn mê, sĩ quan cảnh sát Rick Grimes nhận thấy thế giới xung quanh anh đã hoàn toàn thay đổi. Một dịch bệnh càn quét khắp địa cầu, khiến những người đã chết sống lại và trở thành những kẻ khát máu. Sau khi gặp một người sống sót khác và được nghe kể rằng có một trung tâm tị nạn tại thành phố Atlanta, Rick lên đường tới đó với hy vọng tìm được vợ con mình.

### Tập 2:Guts
Rick bất ngờ nhận được sự giúp đỡ khi anh đang mắc kẹt bên trong một chiếc xe tăng bị bao vây bởi hàng loạt xác sống. Người cứu mạng Rick đưa anh đến gặp các thành viên khác của nhóm anh ta đang trú ẩn trong một tòa nhà gần đó. Tuy nhiên, những người này tỏ vẻ không mấy thân thiện với Rick vì những tiếng súng của anh trước đó đã thu hút xác sống từ khắp nơi đổ tới. Rick buộc phải cùng họ tìm ra cách để thoát khỏi Atlanta.

### Tập 3:Tell It To The Frogs
Bất chấp sự khuyên can của mọi người, Rick cùng một vài thành viên trong nhóm quyết định quay lại Atlanta để lấy lại túi súng đã đánh rơi, đồng thời hy vọng sẽ cứu được người đã bị nhóm anh bỏ lại. Lori và Shane bị shock trước sự trở lại của người mà họ tưởng rằng đã chết.

### Tập 4:Vatos
Nhóm của Rick gặp phải một số vấn đề không lường trước khi quay trở lại Atlanta.

### Tập 5:Wildfire
Sau khi khu trại của cả nhóm bị xác sống tấn công, Rick cùng những người sống sót sau thảm kịch này quyết định rời khỏi & lên đường tới trung tâm CDC tại Atlanta, nơi mà họ hy vọng có thể tìm thấy cách cứu chữa căn bệnh quái ác.

### Tập 6:TS-19
Một vị tiến sĩ lạ mặt cho phép nhóm của Rick được vào bên trong tòa nhà CDC. Nhưng mọi thứ không hề ổn như họ nghĩ.

## Thông tin cơ bản
Dưới đây là những thông tin cơ bản của các tập phim Xác Sống mùa 1.
|    | Tên tập              | Biên kịch                                      | Đạo diễn              | Ngày lên sóng | Lượng người xem (Mỹ) |
| -- | -------------------- | ---------------------------------------------- | --------------------- | ------------- | -------------------- |
| 1. | Days Gone Bye        | Frank Darabont                                 | Frank Darabont        | 31/10/2010    | 5.35 triệu           |
| 2. | Guts                 | Frank Darabont                                 | Michelle MacLaren     | 7/11/2010     | 4.71 triệu           |
| 3. | Tell It To The Frogs | Frank Darabont Charles H. Eglee Jack LoGiudice | Gwyneth Horder-Payton | 14/11/2010    | 5.07 triệu           |
| 4. | Vatos                | Robert Kirkman                                 | Johan Renck           | 21/11/2010    | 4.75 triệu           |
| 5. | Wildfire             | Glen Mazzara                                   | Ernest Dickerson      | 28/11/2010    | 5.56 triệu           |
| 6. | TS-19                | Adam Fierro Frank Darabont                     | Guy Ferland           | 5/12/2010     | 5.97 triệu           |

## Dàn diễn viên
| - Andrew Lincoln vai Rick Grimes - Jon Bernthal vai Shane Walsh - Sarah Wayne Callies vai Lori Grimes - Laurie Holden vai Andrea - Jeffrey DeMunn vai Dale Horvath - Steven Yeun vai Glenn Rhee - Chandler Riggs vai Carl Grimes | - Lennie James vai Morgan Jones - Emma Bell vai Amy - Michael Rooker vai Merle Dixon - Andrew Rothenberg vai Jim - Juan Gabriel Pareja vai Morales - Norman Reedus vai Daryl Dixon - Noel Gugliemi vai Felipe - Noah Emmerich vai Edwin Jenner | - Jim R. Coleman vai Lambert Kendal - Linds Edwards vai Leon Basset - Keisha Tillis vai Jenny Jones - Adrian Kali Turner vai Duane Jones - IronE Singleton vai T-Dog - Jeryl Prescott Sales vai Jacqui - Adam Minarovich vai Ed Peletier - Melissa McBride vai Carol Peletier - Madison Lintz vai Sophia Peletier - Maddie Lomax vai Eliza Morales - Neil Brown Jr. vai Guillermo - Gina Morelli vai Abuela - Anthony Guajardo vai Miguel - James Gonzaba vai Jorge - Viviana Chavez-Vega vai Miranda Morales - Noah Lomax vai Louis Morales |

## Đánh giá
Phần đầu tiên của The Walking Dead nhận được phản hồi tích cực với điểm trên trang Metacritic là 82 trên 100. Với trang Rotten Tomatoes, mùa đầu tiên có 89% trong tổng số 24 bài phê bình mang tính tích cực (điểm trung bình các tập là 87%). Nhận xét tóm lược của trang này cho rằng: "Với những khoảnh khắc đẫm máu, sự cộng hưởng của cảm xúc và mạch truyện dồn dập, The Walking Dead là một hướng đi mới đầy thông minh cho thể loại phim về xác sống vốn đã có quá nhiều tác phẩm đi trước". Sau khi xem xong tập cuối Phần 1, James Poniewozik từ tạp chí Time nhận xét đầy tích cực rằng: "Sự dồn dập và táo bạo của bộ phim khiến nó trở nên thật đặc biệt".
Bên cạnh đó, cũng có một vài ý kiến trung lập, trong đó có quan điểm của Sean McKenna từ trang TV Fanatic rằng mùa đầu của bộ phim "có cả những điểm hay và dở". Anh cho rằng trong phần tiếp theo, The Walking Dead nên tập trung vào một cốt truyện cụ thể rõ ràng hơn và củng cố việc phát triển nhân vật.

## Bên lề
- Vào thời điểm được lên sóng, Phần 1 của phim đã trở thành series phim truyền hình được xem nhiều nhất trong lịch sử truyền hình cáp cho một season thử nghiệm.[11]
  - Tập cuối cùng của Phần 1, "TS-19" nắm giữ lượt xem cao nhất trong season với 6 triệu lượng người xem và rating xấp xỉ 4.1.
- Đây là phần phim ngắn nhất của The Walking Dead với chỉ 6 tập phim.[12]
- Trong số 20 nhân vật được biết tên xuất hiện ở trại, chỉ có 11 người là đến từ bộ truyện tranh cùng tên với phim (Rick, Lori, Carl, Shane, Carol, Sophia, Jim, Dale, Andrea, Amy và Glenn).[13][14]